# Air Archipels
Air Archipels — авиакомпания занимающаяся чартерными пассажирскими перевозками на островах Французской Полинезии. Базовый аэропорт авиакомпании — Международный аэропорт Фааа.
По контракту с фондом социального страхования авиакомпания обеспечивает аварийный транспорт в регионе. Air Archipels по договору должны иметь возможность в любое время предоставить самолёт и двух пилотов, обеспечив вылет в течение 45 минут от поступления запроса.

## История
В 1996 году Air Tahiti основала дочернюю авиакомпанию Air Archipels.
Изначально флот Air Archipels состоял из одного самолёта Cessna Conquest C441. Основной деятельностью авиакомпании была медицинская эвакуация между островами и Таити.
В 1997 году флот пополнился Beechcraft Super King Air B200 и компания стала заниматься чартерными перевозками.
В 2005 авиакомпания получила ещё два самолёта Beechcraft, а в 2006 году стала выполнять рейсы между островами Туамоту от имени Air Tahiti.
В 2009 году Beechcraft 200, принадлежащий Верховному комиссару Республики Французская Полинезия, был включен в список самолётов Air Archipels, но продолжал использоваться для выполнения задач государственной службы.
В 2011 году произошло объединение Air Archipels и Air Moorea. Флот увеличился на два самолёта Twin Otter DHC6-300.
Air Archipels обеспечивает почти 90 % всех эвакуаций для неотложной медицинской помощи на островах Французской Полинезии. В 2014 году авиакомпанией было выполнено 444 срочных вылета.

## Флот
Флот авиакомпании состоит из 5 самолётов: три Beechcraft King Air и два De Havilland Canada DHC-6 Twin Otter.

## Инциденты
- 16 Апреля 2004 года испытательный полёт на самолёте Beechcraft King Air завершился аварией возле аэропорта Папеэте-Фаа (PPT).[9]